# Armando Bucciol
Armando Bucciol (Motta di Livenza, 3 luglio 1946) è un vescovo cattolico e missionario italiano, dal 1º febbraio 2023 vescovo emerito di Livramento de Nossa Senhora.

## Biografia
Armando Bucciol è nato a Motta di Livenza il 3 luglio 1946 da Antonio Bucciol e Antonia Rosolen.

### Formazione e ministero sacerdotale
Nel 1960 è entrato nel seminario vescovile di Vittorio Veneto dove ha frequentato il liceo e studiato filosofia e teologia. Dal 1973 al 1975 ha studiato teologia pastorale con specializzazione in educazione a Pordenone. Dal 1977 al 1979 ha studiato per il dottorato in liturgia pastorale presso l'Istituto di liturgia pastorale "Santa Giustina" di Padova.
Il 12 settembre 1971 è stato ordinato presbitero per la diocesi di Vittorio Veneto da monsignor Antonio Cunial. In seguito è stato vicario coadiutore della parrocchia di Serravalle dal 1971 al 1978; professore di educazione religiosa per 16 anni; collaboratore nella parrocchia di Santo Stefano a Farra di Soligo dal 1978 al 1980 e collaboratore nelle parrocchie di Santa Caterina vergine e martire a Barbisano e dei Santi Pietro e Paolo a Soligo dal 1980 al 1991. È stato direttore della Caritas diocesana presso la quale ha lavorato a favore di persone con problemi speciali (alcolisti, tossicodipendenti e portatori di handicap fisici e mentali) e nella formazione della pastorale giovanile.
Nel 1991 è stato inviato in Brasile come missionario fidei donum. Ha seguito un corso di preparazione missionaria al Centro unitario per la formazione missionaria (CUM) di Verona e un altro sull'inculturazione presso il Centro di formazione interculturale (CENFI) di Brasilia. Ha prestato servizio nella diocesi di Caetité come rettore del seminario minore e propedeutico "San Giuseppe" dal 1991 al 2001; vicario parrocchiale delle parrocchie di Candiba dal 1991 al 2004, Riacho de Santana e Matina dal 1998 al 1999 e Licínio de Almeida dal 2002 al 2004; coordinatore della pastorale dal 1995 al 2004; parroco di Candiba e professore alla scuola di teologia per laici. Ha anche accompagnato la formazione dei seminaristi di filosofia e teologia ed è stato anche direttore della pastorale delle vocazioni.

### Ministero episcopale
Il 21 gennaio 2004 papa Giovanni Paolo II lo ha nominato vescovo di Livramento de Nossa Senhora. Ha ricevuto l'ordinazione episcopale il 17 aprile successivo dall'arcivescovo metropolita di Mariana Luciano Pedro Mendes de Almeida, co-consacranti l'arcivescovo metropolita di Vitória da Conquista Geraldo Lyrio Rocha e il vescovo di Concordia-Pordenone Ovidio Poletto. Ha preso possesso della diocesi il giorno successivo.
Nel settembre del 2010 ha compiuto la visita ad limina.
In seno alla Conferenza nazionale dei vescovi del Brasile è stato presidente della commissione per la liturgia dall'11 maggio 2011 al 2019.
Il 1º febbraio 2023 papa Francesco ha accolto la sua rinuncia, presenta per raggiunti limiti di età, al governo pastorale della diocesi di Livramento de Nossa Senhora; gli è succeduto Vicente de Paula Ferreira, fino ad allora vescovo ausiliare di Belo Horizonte.

## Genealogia episcopale
La genealogia episcopale è:
- Cardinale Scipione Rebiba
- Cardinale Giulio Antonio Santori
- Cardinale Girolamo Bernerio, O.P.
- Arcivescovo Galeazzo Sanvitale
- Cardinale Ludovico Ludovisi
- Cardinale Luigi Caetani
- Cardinale Ulderico Carpegna
- Cardinale Paluzzo Paluzzi Altieri degli Albertoni
- Papa Benedetto XIII
- Papa Benedetto XIV
- Papa Clemente XIII
- Cardinale Bernardino Giraud
- Cardinale Alessandro Mattei
- Cardinale Pietro Francesco Galleffi
- Cardinale Giacomo Filippo Fransoni
- Cardinale Carlo Sacconi
- Cardinale Edward Henry Howard
- Cardinale Mariano Rampolla del Tindaro
- Cardinale Rafael Merry del Val
- Arcivescovo Duarte Leopoldo e Silva
- Arcivescovo Paulo de Tarso Campos
- Cardinale Agnelo Rossi
- Cardinale Paulo Evaristo Arns, O.F.M.
- Arcivescovo Luciano Pedro Mendes de Almeida, S.I.
- Vescovo Armando Bucciol